# Pyramid Song
"Pyramid Song" é uma canção da banda inglesa Radiohead. Foi o primeiro single do seu álbum de 2001, Amnesiac e o primeiro single de Radiohead em três anos, depois de nenhum ter sido retirado do álbum anterior, Kid A.
"Pyramid Song" foi publicado na maior parte do mundo excepto nos Estados Unidos da América (onde "I Might Be Wrong" foi o primeiro e único single tocado em rádio). O público do Reino Unido respondeu bem, e a canção alcançou o top 5, atingindo o número 5; foi também nomeado single da semana da NME. A canção foi também exibida no Top of the Pops em Maio de 2001. Canção favorita entre os fãs, apesar de pouca emissão de larga escala em rádio, continua a ser tocada nos espectáculos ao vivo dos Radiohead. A própria banda considera-a um ponto alto na sua carreira.